# Circulació termohalina

Circulació termohalina

La circulació termohalina és el moviment de les masses d'aigua a l’oceà controlat per les variacions de densitat (la qual depèn de la temperatura i de la salinitat). Aquest moviment de masses d'aigua genera un transport d'energia (en forma de calor) i de matèria (sòlids en suspensió, substàncies dissoltes i gasos) al voltant del món, reduint diferències entre totes les conques oceàniques. Aquesta circulació equilibra els climes del planeta Terra.
La circulació està formada per un circuit de corrents superficials (supeditats als vents dominants) i corrents profunds (diferències de temperatura, salinitat i densitat) de bona part de l'oceà global. Corrents superficials càlids (com el corrent del Golf) pugen des de l'equador de l'oceà Atlàntic i es gelen de mica en mica fins a arribar a latituds altes a l'Atlàntic Nord (Noruega, Groenlàndia i mar de Labrador) i baixen cap al sud fins a profunditats entre 1 i 3 km, formant les aigües profundes de l'Atlàntic Nord. La surgència d'aquestes aigües es produeix principalment per barreja vertical a tot l'oceà. S'estima que una molècula d'aigua completa tot aquest circuit en aproximadament 1000 a 1500 anys. També hi ha àrees de formació d'aigua de fons a l'oceà Glacial Àrtic: al mar de Ross i al mar de Weddell.
La circulació termohalina de vegades s'anomena cinta transportadora oceànica, gran cinta transportadora oceànica o cinta transportadora global, encunyada pel científic del clima Wallace Smith Broecker). En la realitat, és difícil separar la circulació provocada només pels gradients de densitat d'altres fonts de moviment de masses d'aigua, com ara el vent o les marees. Per estudiar aquesta circulació a gran escala, els científics prefereixen, doncs, utilitzar un concepte millor definit: la circulació meridiana de retorn (CMR o MOC per Meridional Overturning Circulation en anglès).

## Etimologia
La paraula "termohalina" deriva dels mots grecs thermo-, per la temperatura, i -halo, per la sal, aigua salada. Ambdues coses juntes relacionen la temperatura i la salinitat de l'aigua.

## Circulació meridiana de retorn
El concepte de circulació termohalina és imprecís i hi ha diverses definicions. Si s'entén principalment com la circulació lligada als diferents gradients tèrmics i halins que li donen nom, ara s'estableix que aquests gradients per si sols no són suficients per mantenir aquesta circulació i que la mescla turbulenta lligada al vent i a l'acció de les marees té un paper clau, especialment en la surgència d'aigües profundes. A poc a poc, el concepte de circulació inversa meridiana, o MOC, està substituint el de circulació termohalina.

### Definició
La MOC correspon a la funció de flux meridià. S'obté integrant la component meridiana de la velocitat actual segons la longitud i la profunditat:
{\displaystyle \Psi (y,z,t)=\int \limits _{z}^{0}dz\int \limits _{oest}^{est}v(x,y,z,t)dx}
on {\displaystyle \Psi } designa la funció actual, x la longitud, y la latitud, z la profunditat i t el temps. La seva unitat és el Sverdrup (és a dir, 106 m3/s).
A diferència de la circulació termohalina, correspon a la integració de la velocitat, tots els processos físics combinats i, per tant, inclou la circulació vinculada al vent. La integració segons la longitud pot ser global, o limitar-se a una conca, com és el cas de la Circulació de Retorn Meridional de l'Atlàntic, o AMOC per Atlantic Meridional Overturning Circulation en anglès. També es pot definir com el valor màxim de la funció actual o el valor màxim a una latitud determinada. Aquestes definicions permeten reduir la informació a una simple sèrie temporal, però elimina qualsevol informació sobre el meridià i l'estructura vertical d'aquesta circulació. L'ús d'una o altra definició depèn del problema plantejat. El MOC s'utilitza àmpliament a la comunitat científica perquè està ben definit i és fàcilment calculable per Models oceànics.

#### Observacions
La gran escala de l'AMOC dificulta la seva observació.
Les primeres estimacions es van basar en seccions hidrogràfiques zonals, és a dir, seguint un Paral·lel, a unes poques latituds escollides, principalment 24,5° N, 38 ° N i 48° N a l'Atlàntic Nord i 24° S i 34° S a l'Atlàntic Sud. Aquestes mesures van proporcionar una primera estimació del valor de l'AMOC en un instant determinat, però s'han de repetir llargament per estimar la seva variabilitat. L'any 2010, el mostreig temporal es manté feble, podent generar errors relacionats amb el fenomen de l'aliàsing. Així, la disminució de l'AMOC identificada a partir de seccions hidrogràfiques repetides a 1957, 1981, 1992, 1998 i 2004 a 26,5° N el 2010 es va sospitar que estava dominada per la variabilitat intra-anual.
Des de març de 2004, com a part del Programa internacional de canvi climàtic ràpid (RAPID), l'AMOC també s'ha mesurat cada 12 hores a 26,5° N, la qual cosa ha millorat l'avaluació de la variabilitat de l'AMOC per a les seves escales mensuals a interanuals. No obstant això, la sèrie temporal encara és massa curta per avaluar la variabilitat decenal.
El 2009 es va desplegar un dispositiu semblant a RAPID a l'Atlàntic Sud a 34,5° S: SAMBA per l'anglès «South-Atlantic MOC bassin-wide Array» (desplegament a tota la conca MOC de l'Atlàntic Sud).
A principis de 2021, Nature Geoscience publica un estudi que conclou que ha començat una desacceleració (més gran que les que s'han produït almenys en els 1000 anys anteriors) i l'agost de 2021, el Sisè Informe d'Avaluació de l'IPCC, basat en les dades i els models disponibles, estima que «molt probablement» l'AMOC es desaccelerarà al segle xxi, «assecant Europa».

#### Variabilitat
El 2008, es descriu un cicle estacional d'amplitud de 6,7 Sv a 26,5° N al llarg dels anys 2004-2008, amb un màxim de transport a la tardor i mínim a la primavera. Però aquest cicle estacional ja no es pot identificar clarament a partir de les observacions realitzades durant els 8 anys següents (2008-2016). En aquesta mateixa latitud, la variabilitat diària és alta, arribant a 30 Sv.
Des del 2010 fins al 2021, es va arribar a un consens que s'està produint una desacceleració de l'AMOC, que mai ha estat tan marcada durant almenys 1000 anys, i que la seva continuació tindria conseqüències meteorològiques adverses a escala planetària. Els investigadors van salvar la manca de sèries llargues de mesures utilitzant dades indirectes, resumides per un estudi publicat a principis de 2021 a Nature Geoscience. Els autors es basen, d'una banda, en dades cada cop més precises adquirides entre 1960 i 2015, i d'altra banda de l'observació de diversos factors indirectes ara sòlidament documentats. mostrant que «la circulació termohalina atlàntica [Amoc] ha estat molt estable durant aproximadament un mil·lenni, però que durant el darrer segle s'ha produït una notable reducció d'aquests corrents atlàntics produïts» D'aquest consens es fa ressò el sisè informe de l'IPCC que estima que «molt probablement» l'AMOC es desaccelerarà encara més al segle segle xxi.

## Funció
La circulació oceànica contribueix substancialment a la redistribució de la calor a la Terra.
El MOC és responsable d'una gran part del transport de calor del meridià. Aquest transport meridià difereix d'una conca a una altra. A l'oceà Atlàntic, l'AMOC transporta calor cap al nord a totes les latituds, inclòs el sud de l'equador, donant lloc a un transport net de calor des de l'hemisferi sud fins a l'hemisferi nord. Aquest transport de calor cap al nord a l'oceà Atlàntic és de 0,5 PW a l'equador, i arriba al seu màxim a 24-26 °N amb un transport d'1,3 PW (1PW = 10Plantilla:Exp watts), que representa el 25% del transport total (transport oceànic i atmosfèric) de calor cap al nord a aquestes latituds. Aquesta peculiaritat de l'oceà Atlàntic s'atribueix a la cèl·lula superior de l'AMOC inclosa la formació d'aigua densa al nord. A l'oceà Pacífic, el MOC està relacionat principalment amb la circulació de girs subtropicals, sense formació d'aigua densa al nord. El transport de calor es dirigeix cap als pols a banda i banda de l'equador, la qual cosa suposa una transferència de calor des de l'equador als pols.
Aquest paper important del MOC en el transport de calor del meridià suggereix que les variacions en la intensitat del MOC poden provocar variacions en el contingut de calor de l'oceà i, en particular, en la temperatura superficial. A l'Atlàntic Nord, la variabilitat decenal a multidecadal de la temperatura superficial, anomenada oscil·lació multidecadal atlàntica podria estar relacionada amb la variabilitat de l'AMOC segons els models. Aquest enllaç encara no es pot observar, per manca d'observacions de l'AMOC el temps suficient. L'oscil·lació multidecadal atlàntica exerceix una forta influència en el clima de les regions circumdants, en particular en les pluges al Sahel, les sequeres a l'Amèrica del Nord i l'activitat dels ciclons tropicals. El supòsit segon el qual està parcialment controlat per la circulació a gran escala és una de les raons per les quals l'AMOC es considera una possible font de predictibilitat del clima a escala interanual a decenal a la regió de l'Atlàntic Nord.
La convecció oceànica també té un paper important en el cicle del carboni. De fet, en el busseig, l'aigua del mar porta una gran quantitat de diòxid de carboni (CO2) que s'ha captat de l'atmosfera i que s'hi dissol. Aquest diòxid de carboni es retorna parcialment a l'atmosfera quan les aigües profundes resurgeixen.